# فرماندار هنگ کنگ
فرماندار هنگ کنگ (انگلیسی: Governor of Hong Kong) نماینده تاج‌وتخت بریتانیا، بریتانیا، در هنگ کنگ بریتانیا از ۱۸۴۳ تا ۱۹۹۷ بود. در زمان  تصرف هنگ کنگ توسط ژاپن فرماندار هنگ کنگ توسط ژاپن تعیین می‌شد.